# グレート・ドーセット・スチーム・フェア

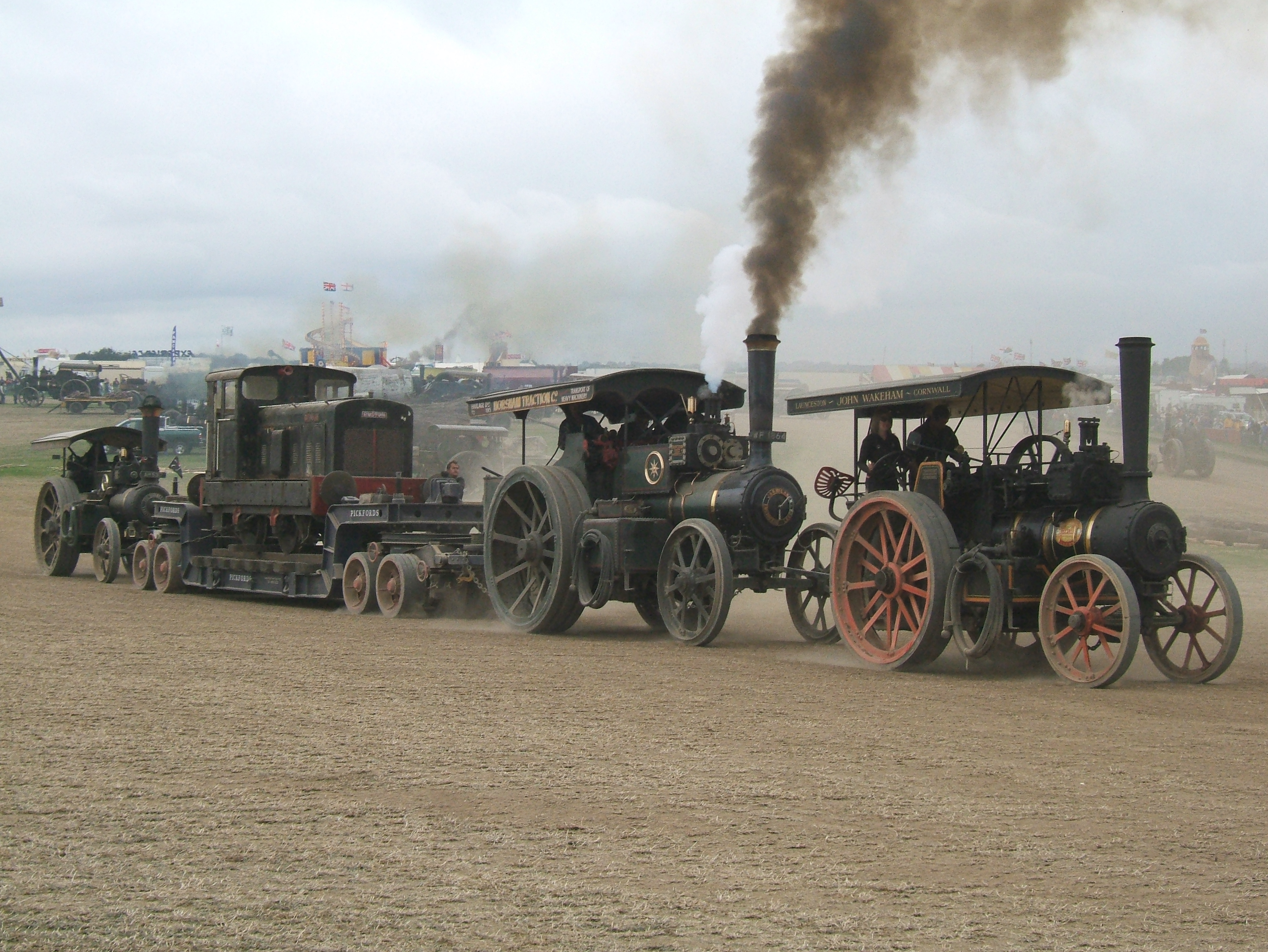
会場の様子(2007年)

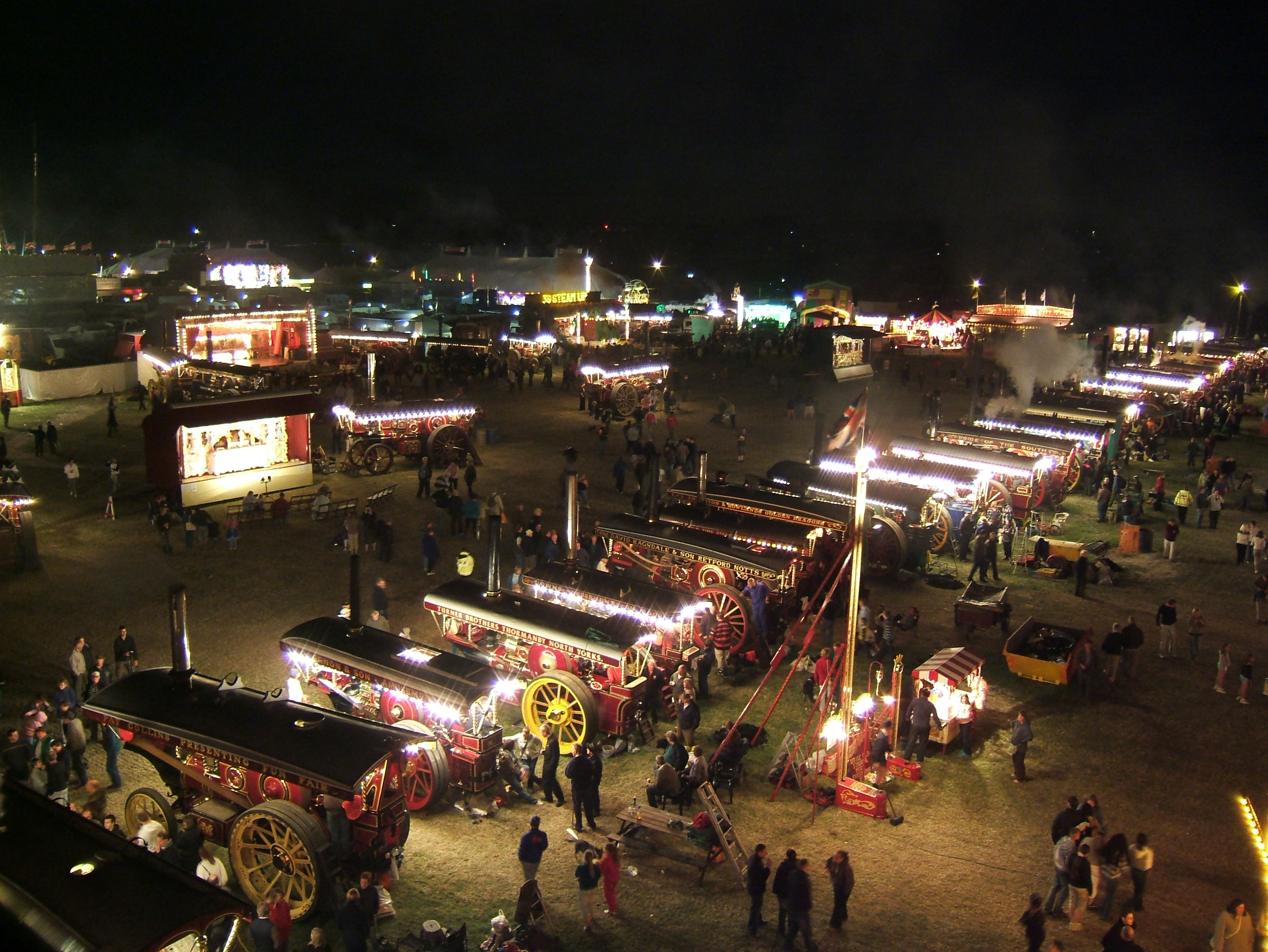
ショウマンズ・エンジンの夜の展示(2007年)

グレート・ドーセット・スチーム・フェア(Great Dorset Steam Fair)は蒸気機関を動力とする車両や機械を展示する催し物である。この催し物はMichael Oliverによって始められ、1968年以降、毎年夏にイングランドのドーセットで開催され近年はBlandford Forum近くのTarrant Hintonで開催される。現在はMichaelの息子のMartin OliverがGreat Dorset Steam Fair Ltdを運営する。
現在は600エーカーの敷地で8月のバンクホリデーの後の水曜日から5日間にわたって開催される。この種の催し物としては世界最大級のものである。最も一般的な展示はトラクションエンジンや蒸気トラクターや農業用機械の展示だけでなく保存機関車や自動車、商業用車やシャイヤーも含まれる。この催し物は販売会場も兼ねていて音楽の生演奏や蒸気機関の商談もある。
来場者数は約200,000に達し、,30000人が設営、運営にあたる。期間中は町の人口が大幅に増える。
トラクションエンジンや蒸気ローラーの実演や実際に道路工事を実演する。これらの展示には重量物の運搬や脱穀、製材、かんなかけ、道路工事が含まれる。
主会場では蒸気機関と内燃機関がどちらが重量物を運搬できるか実演する。展示の一つである"Showmans Line up"は世界最大のショウマンズ・エンジンの展示である。 
フェアは日曜日の正午に終了する。
2008年には40周年を迎えた。